# Prix Stephen-Smale
Le prix Stephen-Smale est une distinction mathématique décernée depuis 2011 par la Society for the Foundations of Computational Mathematics. Elle porte le nom du mathématicien américain Stephen Smale. Il vise à « reconnaître des contributions majeures dans l'amélioration de la compréhension des relations entre mathématiques et calcul, dont les interfaces entre mathématiques pures et appliquées, l'analyse numérique et l'informatique. »

## Lauréats
- 2011 : Snorre H. Christiansen[1]
- 2014 : Carlos Beltrán Álvarez (en) et Mark Braverman[2]
- 2017 : Lek-Heng Lim
- 2020 : Afonso S. Bandeira
- 2023 : Shayan Oveis Gharan

## Le prix
Le prix consiste en un gömböc, objet homogène tridimensionnel convexe comportant un unique point d'équilibre stable et un unique point instable. Le prix est remis tous les trois ans, à l'occasion du congrès de la société : à Budapest en 2011, Montevideo en 2014, Barcelone en 2017. Il est décerné à un mathématicien en début de carrière (moins de 10 ans après la doctorat) et le lauréat est censé donner une conférence lors du congrès.